# Bromeliatrupial
Bromeliatrupial (Nesopsar nigerrimus) är en starkt utrotningshotad fågel i familjen trupialer som enbart förekommer på Jamaica.

## Utseende och läten
Bromeliatrupialen är en liten (18 cm), helsvart trupal med spetsig näbb och kort stjärt. Två likfärgade trupialer förekommer i dess utbredningsområde. Antillerbåtstjärten är större, med längre, kluven stjärt och ljust öga, medan glanskostaren har kortare och mer konformad näbb och ses i större utsträckning på marken. Lätet beskrivs i engelsk litteratur som ett högljutt, väsande "zwheezoo-whezoo whe", men även ett "check " kan höras.

## Utbredning och systematik
Fågeln förekommer i regnskogar på Jamaica. Den placeras som enda art i släktet Nesopsar. 

## Status
Bromeliatrupialen är begränsad till en mycket fragmenterad levnadsmiljö. Utbredningsområdeet är mycket litet och minskar i omfång på grund av habitatförlust orsakat av bauxitutvinning, jordbrukets expandering och kolindustrin. Internationella naturvårdsunionen IUCN kategoriserar arten som starkt hotad. Beståndet uppskattas till mellan 1500 och 7000 vuxna individer.